# Свердлов, Саул Маркович
Сау́л Ма́ркович Све́рдлов (9 октября 1902, Курск, Курская губерния, Российская империя — 28 августа 1938, Москва, СССР) — советский государственный и партийный деятель. Первый секретарь Восточно-Казахстанского обкома ВКП(б) / КП(б) Казахстана. Депутат Верховного Совета СССР I-го созыва. Входил в состав особой тройки НКВД СССР.

## Биография
Родился в 1902 году в городе Курске, в семье мелкого торговца хлебом. В 1919 году вступил в РКП(б). В составе РККА участвовал в Гражданской войне на территории Туркестана. По завершении военных действий работал в структурах коммунистической партии Казахстана.
С сентября 1934 по февраль 1938 годов избирался на пост первого секретаря Восточно-Казахстанский областной комитет КП Казахстана. Этот период отмечен вхождением в состав особой тройки, созданной по приказу НКВД СССР от 30.07.1937 № 00447 и активным участием в сталинских репрессиях.
В декабре 1937 годы был избран от Казахской ССР Депутатом Верховного Совета СССР I-го созыва в Совет союза.

## Завершающий этап
Арестован 19 марта 1938 г. Приговорён к ВМН Верховным Судом СССР 28 августа 1938 г. Приговор был исполнен в тот же день. Обвинялся по статьям 58-2, 58-7, 58-8, 58-11 УК РСФСР.
Реабилитирован 26 мая 1956 г. Верховным Судом СССР за отсутствием состава преступления